# Akcijski radij
Akcíjski rádij je prostorski doseg delovanja zračnega plovila in označuje razdaljo, ki jo lahko preleti v obe smeri brez vmesnega pristanka in dodajanja goriva.
Teoretično je akcijski radij enak 1,2 doleta, praktično pa je okoli 25 % dejanskega doleta.